# Рыбья кожа
Ры́бья ко́жа — вид кожевенного материала, получаемого из кож рыб. Рыбья кожа обрабатывается так же, как и обычные кожи животных, она эластичная, мягкая, дышащая и водонепроницаемая. Эта кожа имеет большую износостойкость и долговечность, что обусловлено более плотным расположением коллагеновых волокон.

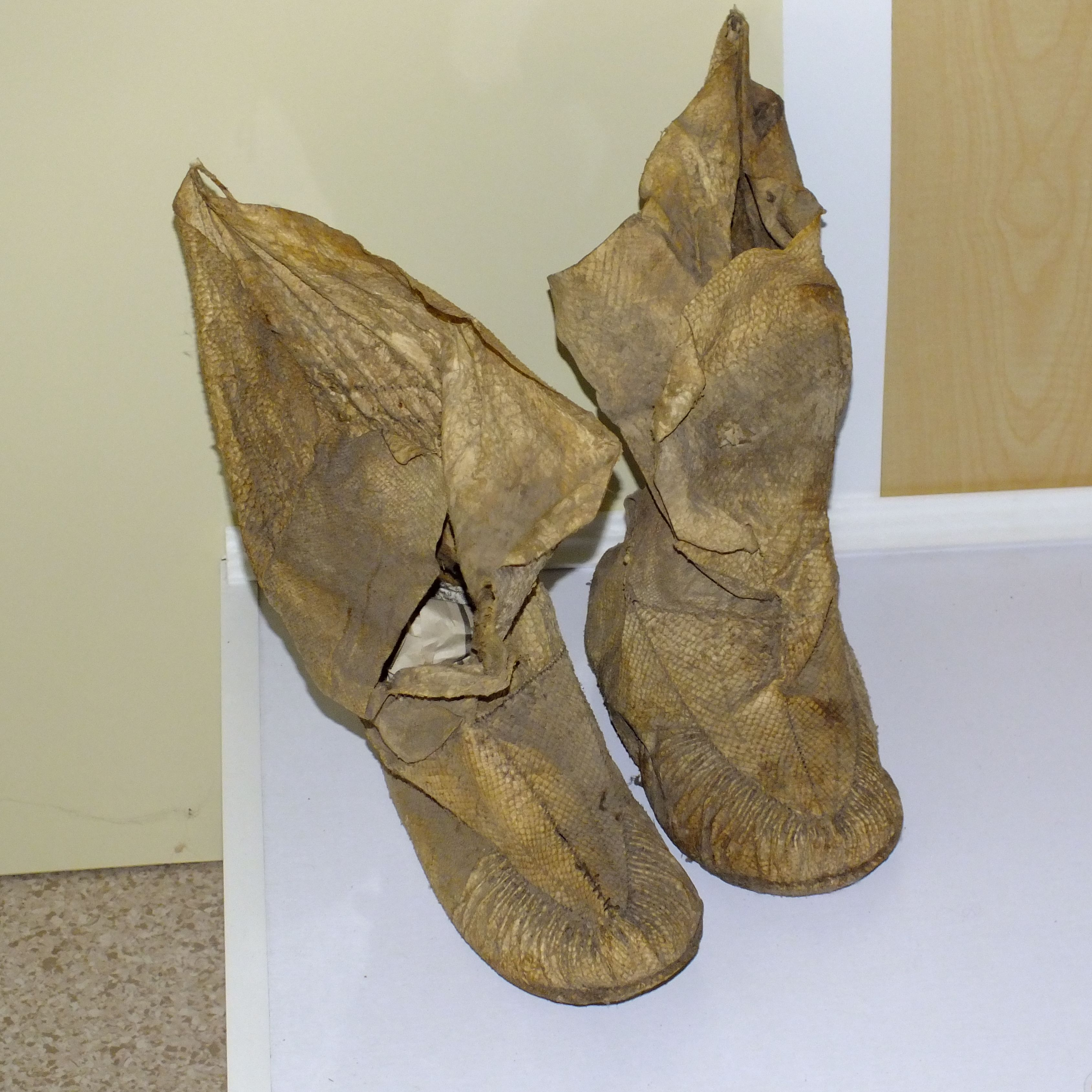
Нанайские сапоги из рыбьей кожи

## История
Ещё в глубокой древности рыбья кожа занимала особое положение в жизни человека. Многие народы, по своему хозяйственно-культурному типу ориентирующиеся на рыболовство (нанайцы, ороки, орочи, удэгейцы, ульчи, айны, нивхи), старались максимально переработать все продукты рыбного промысла, в том числе рыбью кожу, используя её для изготовления сыромятной кожи, из которой шили одежду и обувь. Причём, например, у нанайцев для разных изделий использовалась кожа разных видов рыб: кеты — для халатов, наколенников, обуви; амура — для халатов и наколенников; щуки — для обуви; сома — для халатов; тайменя и ленка — для обуви. 
Из рыбьей кожи делали и нитки. Такая практика среди сибирских народов зафиксирована только у нанайцев и ульчей. Для этого кожу нарезали на полоски в шириной в 4—1 мм и даже тоньше. Кроме того, нанайцы делали нитки из плавательного пузыря нельмы. 
В прошлом из рыбьей кожи делали простые четырёхугольные паруса для лодок. Полотна из неё айны и нивхи применяли для прикрытия груза на нартах. Шла она и на другие всевозможные мешки, сумки и кисеты. Также в Приамурье и на Сахалине рыбьей кожей затягивали оконные рамы. В редких случаях фиксировались даже покрышки на чумообразные жилища, сделанные из рыбьих кож.
Издревле использовалась не только рыбья сыромять, но и сырая рыбья кожа. Галюша (фр. galuchat [galyʃa]) — разновидность шагрени из кожи акулы и ската, имеющая характерную грубую поверхность, шла на декоративные изделия, а на Востоке также на покрытие рукояток мечей и другого холодного оружия. В Китае шагрень использовалась со II в. н. э. в композитных луках. Из очень шипастой кожи ската делали боевые браслеты в Африке. На северо-западном побережье Северной Америки лососевый пеммикан паковали в лососевую кожу.

## Технология
Выделка сырой рыбьей кожи ограничивается только её мездрением. При использовании шипастых кож акулы и ската для декоративного покрытия различных поверхностей, их лицевая поверхность подвергается обработке шлифкой и крашением.  
Традиционный способ выделки сыромятной рыбьей кожи заключается главным образом в её тщательном разминании на специальных мялках, а затем и руками. На готовой рыбьей коже может оставаться эпидермис вместе с узором от чешуи или же его счищают, получая гладкую поверхность.
При выделке рыбьей кожи иногда прибегают и к лёгкому дублению. Для чего используются листья полыни (орочи). Для придания непромокаемости обуви или ноговиц их смазывают рыбьим жиром (нанайцы).
Современная технология выделки рыбьей кожи для нужд лёгкой промышленности, например, для обуви, использует исключительно метод дубления.
Из рыбьей кожи издревле вываривали хороший клей. Могли добавляться также плавательные пузыри и чешуя.

## В пище

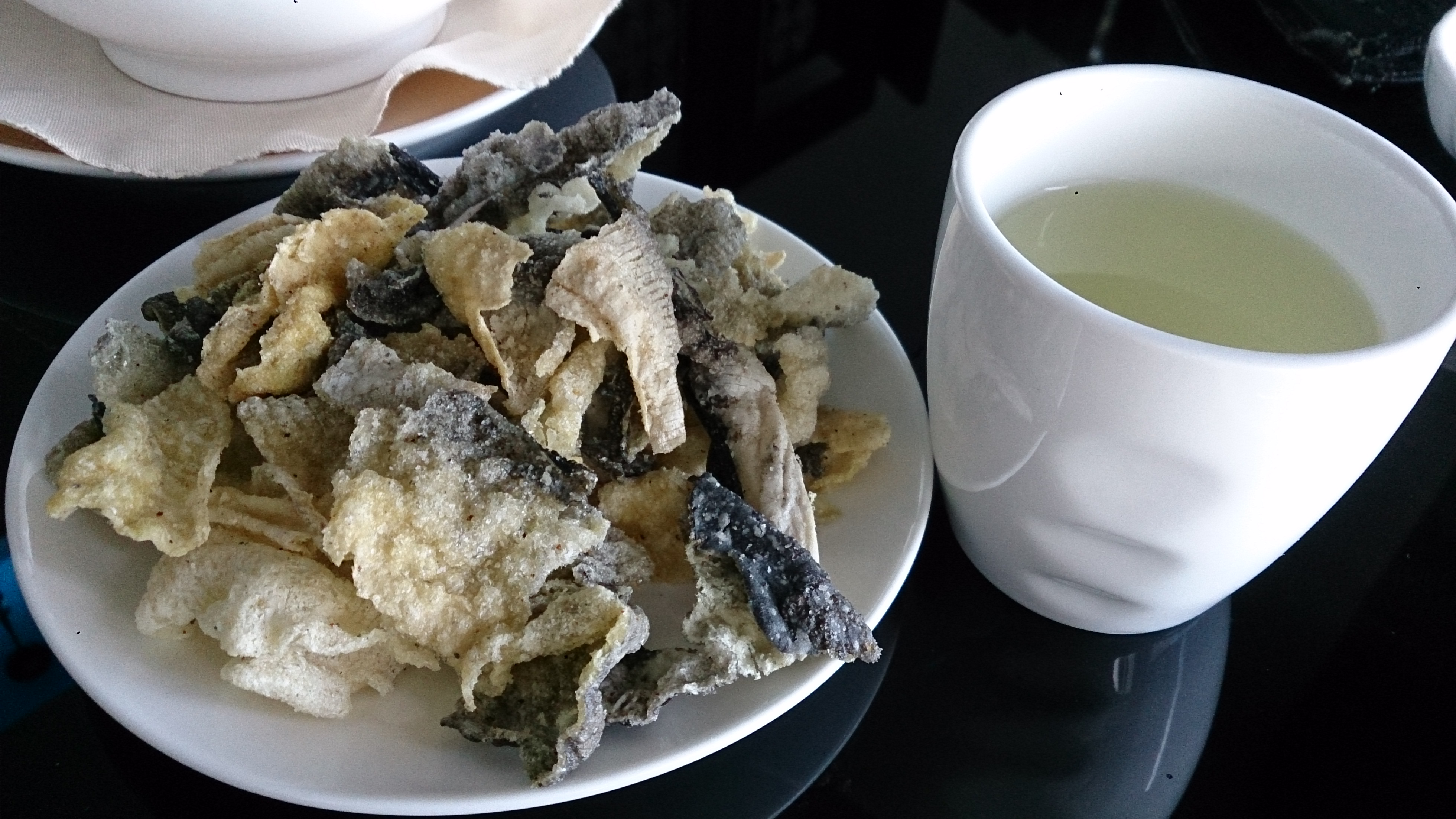
Жареная рыбья кожа

Не подвергшаяся химическому дублению рыбья кожа, как и любая сыромять, остаётся пригодной в пищу.
Также существует традиция её использования как самостоятельного пищевого продукта.

## Современное использование
В последнее время производством рыбьей кожи занимаются в таких странах, как Канада, Дания, Япония и Норвегия. В России для производства рыбьей кожи чаще всего используют кожи сёмги, осетра и сазана. Из-за небольшого размера рыбьей кожи её чаще всего используют для шитья таких изделий, как сапоги, перчатки, обувь, ремни, сумки, кошельки, головные уборы и других модных аксессуаров, но долговечность, прочность и уникальные текстуры рыбьей кожи компенсируют этот недостаток. Из крупных и прочных кож акул и скатов шьют водолазные костюмы и используют её для производства мебели.
Также кожа рыб может быть применена в сфере медицины. Так, в Бразилии врачи начали использовать кожу рыб для лечения ожогов 2 и 3 степеней. Кожа прикладывается к ожогам после стерилизации. Преимущество такого метода в том, что в отличие от традиционного процесса лечения бинтами и мазями, кожа рыбы остается на ране на протяжении всего процесса заживления, поэтому пропадает необходимость в ежедневных болезненных перевязках. При более сильных ожогах кожу необходимо менять раз в несколько недель, что все равно гораздо реже чем с бинтами. Возможно, что по окончании клинических испытаний будет запущен процесс обработки рыбьей кожи в промышленном масштабе.

## Экология
При переработке рыбы образуется огромное количество отходов, таких, как шкуры, плавники и чешуя. Их выбрасывают на свалку, что приводит к загрязнению окружающей среды. В настоящее время отходы рассматриваются как техническое сырье, которое находит широкое применение во многих сферах производства, в том числе и кожевенной промышленности. При обработке рыбьей кожи используется минимум химии, сырьё получается экологически чистым и прекрасно подходит для пошива детской обуви и одежды. Кроме того, неизвестно ни одного вируса, который передавался бы от рыб к человеку, что исключает возможность заражения от рыбьей кожи (в отличие от кожи свиней и коров).